# Isochromodes rufigrisea
Isochromodes rufigrisea är en fjärilsart som beskrevs av W. Warren 1900. Isochromodes rufigrisea ingår i släktet Isochromodes och familjen mätare. Inga underarter finns listade i Catalogue of Life.